# Teodosius Cenobiarcha
Svatý Teodosius Cenobiarcha také známý jako Teodosius Veliký († 529, Palestina) byl mnich a zakladatel cenobitství v Judské poušti.

## Život
Narodil se kolem roku 424 v Mogarionu v Kappadokii.
Byl obdařen krásným hlasem a stal se lektorem. Roku 451 se rozhodl vykonat pouť do Jeruzaléma. Během cesty se v Antiochii setkal se svatým Simeonem Stylitou starším. Následně se podle jeho rady usadil na půli cesty mezi Jeruzalémem a Betlémem. Rozhodl se pro poustevnický život a odešel do pouště. Usadil se v jeskyni poblíž místa klanění Tří králů.
Brzy se k němu přidali učedníci, kteří se usadili v okolních jeskyních. Na žádost mnichů postavil klášter (monastýr) známý jako Teodosiova lávra. Mniši přijali řeholi svatého Basila Velikého a lávra se stala největším klášterem v Palestině (více než 400 mnichů).
Teodosius byl sousedem svatého Sávy Posvěceného. Teodosiův klášter přijímal také mladé mnichy z kláštera Mar Saba. Mniši obou klášterů požádali, aby se Teodosius a Sáva stali archimandrity klášterů v zemi Božího hrobu. Teodosius byl vybrán jako archimandrita palestinských cenobitských klášterů.
Byl zaníceným odpůrcem monofyzitismu.
Jeho svátek se slaví 11. ledna.